# Berthold Suhle
Berthold Suhle est un professeur de grec et un joueur d'échecs allemand né le 1er janvier 1837 à Stolp dans le Royaume de Prusse et mort le 26 janvier 1904 en province de Saxe. Il fut un des meilleurs joueurs allemands dans les années 1860 et annula un match contre Adolf Anderssen.

## Biographie
Suhle était le fils d'un directeur d'école. Il étudia la philosophie, la philologie et les sciences naturelles à Berlin de 1855 à 1857 et à Bonn de 1857 à 1859.
L'automne 1858, à Venise, Berthold Suhle battit Bartolomeo Forlico  11 à 9. En 1859, il perdit deux matchs contre Adolf Anderssen : un match à Breslau d'avril à septembre, 17 à 31 (+13 –27 =8), et un match à Cologne, 0 victoires à 5 avec deux parties nulles. En 1860, à Berlin, il battit Bernhard von Guretzky-Cornitz 7,5 à 2,5 (+6 –1 =3). En 1864, à Berlin, il annula un match amical contre Anderssen : 4 à 4  (+3 –3 =2).
En 1865, Suhle remporta un match contre Philipp Hirschfeld : 7 victoires à 0 et deux parties nulles. La même année, il publia avec Gustav Neumann un livre sur le tournoi de New York 1857. Il était le coéditeur, avec Max Lange, du Deutsche Schachzeitung. En 1877, il arrêta sa carrière de joueur pour enseigner le grec dans le lycée de Stolp puis au lycée royal de Nordhausen, de 1877 à 1901.

## Œuvres
- (de) Arthur Schopenhauer und die Philosophie der Gegenwart. Antimetaphysische Untersuchungen mit besonderer Rücksicht auf die Denker des achtzehnten Jahrhunderts, W. Weber, Berlin, 1862
- (de) Der Schachcongress zu London im Jahre 1862 nebst dem Schachcongresse zu Bristol im Jahre 1861, W. Weber, Berlin, 1864 (tome 1 et tome 2 sur Google Books)
- (de) Ueber die Cäsur und ihre Bedeutung für den Rhythmus, W. Weber, Berlin, 1864
- (de) (avec Gustav Neumann) Die neueste Theorie und Praxis des Schachspiels seit dem Schachcongresse zu New-York i.J. 1857, Ein vollständiger Cursus der neuesten Spieleröffnungskunst, Julius Springer, Berlin 1865
- Eine neue Erklärung der sogenannten epischen Zerdehnung, Und über die epische Zerdehnung (1872), Nachdruck Kessinger, Whitefish, 2010.  (ISBN 1-160-08601-X)
- (de) Übersichtliches Homer-Lexikon zum Schulgebrauche und für Reifere Leser, Hahn, Leipzig, 1874
- (de) (avec Max Schneidewin) Übersichtliches Griechisch-Deutsches Handwörterbuch für die ganze griechische Literatur mit einem tabellarischen Verzeichniss unregelmäßiger Verba, Hahn, Leipzig, 1875
- (de) Vollständiges Schulwörterbuch zu Xenophons Anabasis, Kern, Breslau, 1896